# Caiaponte
Caiaponte és una editorial brasilera fundada el 18 de maig de 2018 a Florianópolis per Marcelo Labes, Telma Scherer i Gustavo Matte. L'editorial va néixer amb el propòsit de publicar obres d'escriptors novells de Santa Catarina i d'altres estats brasilers.
Amb la publicació del llibre Enclave, l'editorial va quedar finalista del Premi Jabuti en la categoria de poesia l'any 2019. També va rebre el Premi São Paulo de Literatura en la categoria de novel·la l'any 2020 amb el llibre Paraízo-Paraguay, del cofundador Marcelo Labes.